# Schweizer Nordische Skimeisterschaften 1970
Die Schweizer Nordischen Skimeisterschaften 1970 fanden am 31. Januar und 1. Februar 1970 in Sainte-Croix, am 25. Januar 1970 in Linthal und am 7. Februar 1970 in Gsteig statt. Ausgetragen wurden im Skilanglauf die Distanzen 15 km, 30 km und 50 km, sowie die 4 × 10 km Staffel. Alois Kälin gewann die Meistertitel über 30 km und 50 km. Zudem triumphierte Werner Geeser über 15 km und die Staffel von SC Alpina St. Moritz. Bei den Frauen siegte Doris Barth über 9,5 km. Das Skispringen gewann Sepp Zehnder. In der Nordischen Kombination wurde aufgrund der geringen Beteiligung kein Meistertitel vergeben.

## Skilanglauf

### Männer

#### 15 km
| Platz | Name          | Verein               | Zeit (min) |
| ----- | ------------- | -------------------- | ---------- |
| 01    | Werner Geeser | Arosa                | 53:30,4    |
| 02    | Edi Hauser    | SC Obergoms          | 53:40,6    |
| 03    | Alois Kälin   | SC Einsiedeln        | 53:53,0    |
| 04    | Denis Mast    | Les Diablerets       | 54:22,2    |
| 05    | Albert Giger  | SC Alpina St. Moritz | 54:28,2    |
| 06    | Fritz Stüssi  | SC Alpina St. Moritz | 54:51,1    |
| 07    | Ulrich Wenger | SAS Bern             | 55:15,1    |
| 08    | Flury Koch    | SC Alpina St. Moritz | 55:18,7    |
| 09    | Louis Jaggi   | Im Fang              | 55:30,7    |
| 10    | Urs Roner     | SC Alpina St. Moritz | 55:31,1    |

Datum: Samstag, 31. Januar 1970 in Sainte-Croix
 
Der 22-jährige Werner Geeser aus Arosa holte vor Edi Hauser und den Vorjahressieger Alois Kälin seinen ersten Meistertitel.

#### 30 km
| Platz | Name                  | Verein               | Zeit (std) |
| ----- | --------------------- | -------------------- | ---------- |
| 01    | Alois Kälin           | SC Einsiedeln        | 2:11:21,2  |
| 02    | Edi Hauser            | SC Obergoms          | 2:14:00,1  |
| 03    | Giuseppe Dermon       | Disentis             | 2:17:20,6  |
| 04    | Albert Giger          | SC Alpina St. Moritz | 2:18:25,5  |
| 05    | Louis Jaggi           | Im Fang              | 2:20:29,8  |
| 06    | George-Andre Ducommun | La Sagne             | 2:24:22,8  |
| 07    | Bernard Brandt        | Les Diablerets       | 2:25:02,8  |
| 08    | Paul Jaggi            | Grenzwachtkorps      | 2:28:04,1  |
| 09    | Horst Himmelberger    | Schwellbrunn         | 2:28:07,7  |
| 10    | Hermann Walther       | Grenzwachtkorps      | 2:28:16,1  |

Datum: Sonntag, 8. Februar 1970 in Gsteig

Alois Kälin gewann zum fünften Mal nach 1963, 1964, 1968 und 1969 über diese Distanz.

#### 50 km
| Platz | Name                  | Verein               | Zeit (std) |
| ----- | --------------------- | -------------------- | ---------- |
| 01    | Alois Kälin           | SC Einsiedeln        | 2:50:21,6  |
| 02    | Denis Mast            | Les Diablerets       | 2:52:11,8  |
| 03    | Urs Roner             | SC Alpina St. Moritz | 2:54:50,5  |
| 04    | Fritz Stüssi          | SC Alpina St. Moritz | 2:57:28,2  |
| 05    | Flury Koch            | SC Alpina St. Moritz | 2:57:30,5  |
| 06    | Giuseppe Dermon       | Disentis             | 3:02:57,4  |
| 07    | Karl Wagenführ        | Klosters             | 3:04:16,0  |
| 08    | Bernard Brandt        | Les Diablerets       | 3:05:04,5  |
| 09    | Josef Fuchs           | SC Einsiedeln        | 3:05:10,1  |
| 010   | George-Andre Ducommun | La Sagne             | 3:06:31,3  |

Datum: Sonntag, 25. Januar 1970 in Linthal

Nach vier Meistertiteln über 30 km und drei Meistertiteln über 15 km, gewann Kälin erstmals über 50 km. Es waren 70 Läufer am Start.

#### 4 × 10 km Staffel
| Platz | Namen                                                     | Verein               | Zeit (std) |
| ----- | --------------------------------------------------------- | -------------------- | ---------- |
| 01    | Urs Roner Albert Giger Fritz Stüssi Flury Koch            | SC Alpina St. Moritz | 2:11:08    |
| 02    | Alfred Kälin Alois Oberholzer Alois Kälin Josef Fuchs     | SC Einsiedeln        | 2:15:17    |
| 03    | Konrad Hischier Hans-Ueli Kreuzer Julius Marti Edi Hauser | SC Obergoms          | 2:16:16    |
| 04    | Bernard Brandt Michel Borghi Robert Wehren Denis Mast     | Les Diablerets       | 2:16:39    |
| 05    | Peter Casanova Hans Oberer Josef Vinzenz Hermann Walther  | Grenzwachtkorps      | 2:17:11    |

Datum: Sonntag, 1. Februar 1970 in Sainte-Croix

### Frauen

#### 9,5 km
| Platz | Name            | Verein      | Zeit (min) |
| ----- | --------------- | ----------- | ---------- |
| 01    | Doris Barth     | Grenchen    | 44:19,2    |
| 02    | Jacqueline Frey | Mont Soleil | 46:21,4    |
| 03    | Ines Bolz       | Giswil      | 46:54,3    |

Datum: Samstag, 31. Januar 1970 in Sainte-Croix

## Nordische Kombination

### Einzel
| Platz | Name         | Verein        | Gesamtpunkte |
| ----- | ------------ | ------------- | ------------ |
| 01    | Alfred Kälin | SC Einsiedeln | 317,0        |
| 02    | Jacky Rochat | Le Brassus    | 314,6        |
| 03    | Heini Moser  | Langenbruck   | 270,9        |

Datum: Samstag, 31. Januar 1970 in Sainte-Croix

Es wurde aufgrund der geringen Beteiligung kein Meistertitel vergeben.

## Skispringen

### Normalschanze
| Platz | Name             | Verein        | Weite 1 | Weite 2 | Punkte |
| ----- | ---------------- | ------------- | ------- | ------- | ------ |
| 01    | Sepp Zehnder     | SC Einsiedeln | 68,0 m  | 69,0 m  | 222,2  |
| 02    | Richard Pfiffner | Hinwil        | 64,5 m  | 67,5 m  | 202,7  |
| 03    | Urs Schöni       | Biel          | 62,0 m  | 67,0 m  | 197,4  |
| 04    | Hans Schmid      | Mümliswil     | 63,0 m  | 70,0 m  | 196,3  |
| 05    | Walter Steiner   | Wildhaus      | 63,0 m  | 66,0 m  | 194,4  |

Datum: Sonntag, 1. Februar 1970 in Sainte-Croix

Mit Weiten von 68 m und 69 m und 222,2 Punkten siegte Sepp Zehnder vor Richard Pfiffner und Urs Schöni. Der Vorjahressieger Hans Schmid wurde Vierter.